# Ciril II de Jerusalem
Ciril II - nom original Konstantinos Kritikos, en grec: Κωνσταντίνος Κρητικός) - (1792 - 18 d'agost de 1877) fou un patriarca de Jerusalem del segle xix.
Ciril va néixer l'any 1792 a l'illa de Samos. El 1816 fou ordenat diaca, després prevere, i posteriorment abat del monestir. El 1835 esdevingué arquebisbe de Sebaste i el 1838 de Lídia.
El 1845 fou elegit Patriarca de Jerusalem amb el nom de Ciril II (1846–72) pels Hagiotafites (Confraria del Sant Sepulcre); aquesta elecció fou un punt d'inflexió per a l'Església de Jerusalem, ja que recuperava l'autoritat a l'hora de triar el seu propi patriarca, en lloc de fer-ho dictat des de Constantinoble. Va romandre en el càrrec fins al 1872.
El 28 de febrer de 1870 el sultà Abdülâziz va signar un firman mitjançant el qual creava l'Exarcat Búlgar sotmès al Patriarcat Ecumènic però com a representant del millet búlgar a l'Imperi Otomà. Ciril II va participar en el Concili de Constantinoble, presidit pel patriarca ecumènic Àntim VI, el setembre de 1872, on també hi assistiren els patriarques d'Alexandria i Antioquia i que el 18/30 de setembre va declarar l'Exarcat búlgar com a cismàtic i els seus adherents excomunicats. Ciril s'oposà a la declaració del cisma i es negà a signar les decisions del Concili. El 14 de setembre de 1872 Ciril II abandonà el concili de Constantinoble en un vapor cap a Jaffa i Jerusalem. Destronat del tron patriarcal el 12 de desembre de 1872, en absència. Ciril II tingué molts partidaris, sobretot entre els àrabs cristians, però també entre els alts dignataris, molts dels quals patiren per això. El successor de Ciril al tron patriarcal, Procopi, va romandre poc més de dos anys. Fou deposat el 26 de febrer de 1875 sobretot per les pressions de la població àrab i del clergat ortodox. Els notables àrabs de Jerusalem volien que l'antic patriarca Ciril II es postulés per el tron vacant, però en un missatge pastoral publicat als diaris, declinà aquesta invitació per raó de la seva edat avançada. Va morir el 18 d'agost de 1877.